# Vitale da Bologna (vescovo)
Vitale da Bologna (... – 1373) è stato un vescovo cattolico italiano.

## Biografia
Bolognese, abbracciò la vita religiosa tra i serviti nel convento della sua città: ottenne il titolo di baccelliere in teologia a Parigi e nel 1318 era insegnante presso lo studio del suo convento a Bologna.
Fu nominato priore generale dell'ordine da papa Clemente VI il 3 dicembre 1348. 
Fu legato papale in Pannonia e, su incarico del cardinale Egidio di Albornoz, predicò la crociata contro gli Ordelaffi a Forlì.
Fu inviato in Egitto nel 1359 come legato papale di Innocenzo VI presso il sultano: terminata la missione, si recò in pellegrinaggio i Terra santa.
Durante la sua assenza il governo dell'ordine fu affidato a vicari generali: la situazione creò malcontento tra i frati, che ricorsero al pontefice contro il priore generale. Vitale fu giudicato innocente dal cardinale Giovanni, diacono di San Giorgio in Velabro, e nel 1362 fu chiamato da papa Urbano V ad Avignone per difendersi dalle accuse.
Il 19 dicembre 1362 papa Urbano V lo elesse vescovo di Ascoli e il 21 luglio 1363 fu trasferito alla sede di Chieti.
Morì nel 1373.